# Bệnh Osgood–Schlatter

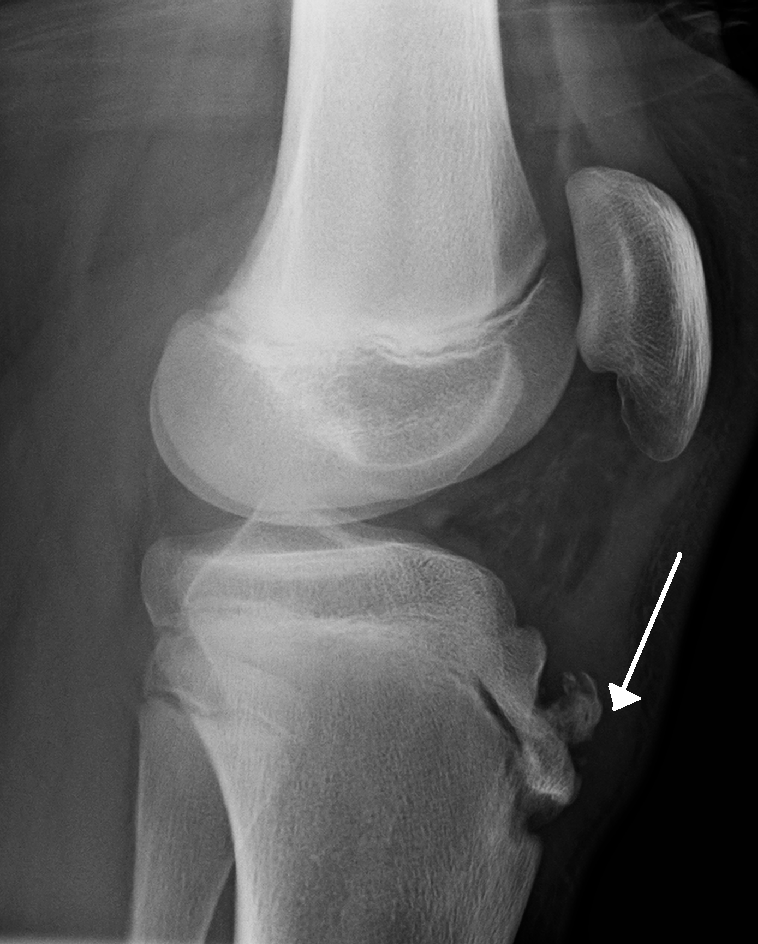
Nhìn bên X quang của đầu gối cho thấy sự phân mảnh của ống xương chày với sưng mô mềm quá mức.

Bệnh Osgood–Schlatter (OSD) là tình trạng viêm dây chằng ở xương chày. Nó được đặc trưng bởi một vết sưng đau ngay dưới đầu gối mà trở nên tồi tệ hơn khi hoạt động và tốt hơn khi nghỉ ngơi. Các cơn đau thường kéo dài vài tuần đến vài tháng. Một hoặc cả hai đầu gối có thể bị ảnh hưởng và đau nhức có thể tái phát.
Các yếu tố rủi ro bao gồm lạm dụng, đặc biệt là các môn thể thao liên quan đến chạy hoặc nhảy thường xuyên. Cơ chế cơ bản là căng thẳng lặp đi lặp lại trên tấm tăng trưởng của xương chày trên. Chẩn đoán thường dựa trên các triệu chứng. Một phim chụp X quang thông thường có thể cho thấy bình thường hoặc hiển thị sự phân mảnh trong vùng đính kèm.
Đau đớn thường tự giảm theo thời gian. Áp dụng lạnh cho khu vực bị ảnh hưởng, nghỉ ngơi, kéo dài và tăng cường các bài tập có thể giúp đỡ. NSAID như ibuprofen có thể được sử dụng. Các hoạt động ít căng thẳng hơn như bơi lội hoặc đi bộ có thể được khuyến nghị. Nẹp chân trong một khoảng thời gian có thể làm đỡ đau. Sau khi tăng trưởng chậm lại, điển hình là 16 tuổi ở bé trai và 14 ở bé gái, cơn đau sẽ không còn xảy ra mặc dù vết sưng có khả năng còn lại.
Khoảng 4% số người bị bệnh này tại một số thời điểm trong đời. Nam giới trong độ tuổi từ 10 đến 15 thường bị ảnh hưởng nhất. Tình trạng này được đặt theo tên của Robert Bayley Osgood (1873 – 1956), một bác sĩ phẫu thuật chỉnh hình người Mỹ và Carl B. Schlatter (1864 – 1934), một bác sĩ phẫu thuật người Thụy Sĩ, đã mô tả chứng bệnh này một cách độc lập vào năm 1903.